# ダイセンシジミ
ダイセンシジミ（大山小灰蝶 Wagimo signatus）は、チョウ目（鱗翅目）シジミチョウ科に属するチョウの一つ。ゼフィルスと呼ばれる一群の1種。

## 形態
ゼフィルスにおける進化レベル3群のうちではアカシジミ、ミズイロオナガシジミなどと2群にまとめられる。
色味はアカシジミに似るが、翅裏には3条の白線が入る。これからウラミスジシジミとの呼び方も一般的である。この白条は個体変異が多い。
幼虫は緑色で、背中に太い白条を持つ。

## 生態
成虫は森林性である。梅雨時から初夏にかけて発生し、卵で越冬する。幼虫はブナ科の樹木を食樹とするが、中でもカシワ、ミズナラ、コナラと多く結びつく傾向がある。

## 分布
ダイセンは伯耆大山をさすが、北海道東北部から本州の日本海側、山口県まで広く分布する。九州にもわずかにいる。国外では極東ロシア、朝鮮半島、中国東北部。